# Grupa Wojsk Radzieckich w Niemczech
Grupa Wojsk Radzieckich w Niemczech (ros. Группа советских войск в Германии, skrót ГСВГ, niem. Gruppe der Sowjetischen Streitkräfte in Deutschland) – ugrupowanie operacyjno-strategiczne wojsk radzieckich w Niemczech Wschodnich, później w Niemieckiej Republice Demokratycznej. Była najsilniejszą grupą operacyjną (utrzymywaną w pełnej gotowości bojowej) Armii Czerwonej. Działała na styku z siłami zbrojnymi NATO. Sztab kwaterował w miejscowości Zossen-Wünsdorf, 40 km na południe od Berlina. Podlegała pod Sztab Generalny Sił Zbrojnych ZSRR do 1984, a od tego roku pod Główne Dowództwo Wojsk Kierunku Zachodniego do 1992, kiedy to dowództwo zostało rozformowane.

## Historia
Utworzona została dyrektywą Głównej Kwatery Naczelnego Dowództwa Sił Zbrojnych ZSRR (Stawki) 29 maja 1945 jako Grupa Okupacyjnych Wojsk Radzieckich w Niemczech (Группа советских оккупационных войск в Германии), na bazie 1 Frontu Białoruskiego, 2 Frontu Białoruskiego i 1 Frontu Ukraińskiego razem z tworzonymi: Północną Grupą Wojsk, Centralną Grupą Wojsk i Południową Grupą Wojsk. W 1956, w związku z planowanym włączeniem NRD do Układu Warszawskiego, z nazwy Grupy usunięto słowo „Okupacyjnych”. W dniu 12 marca 1957 została podpisana Umowa pomiędzy rządami ZSRR i NRD o czasowym pobycie wojsk radzieckich w NRD.
Grupa zajmowała 3100 km² (310 tys. ha), tj. ok. 3% obszaru byłego NRD, posiadała 1026 kompleksów koszarowych i innych, ok. 2600 nieruchomości gruntowych, 34500 mieszkań.
W 1968 część dywizji Grupy (jedna pancerna i trzy zmechanizowane) wzięło udział w operacji Dunaj wkraczając do Czechosłowacji.
W 1989, po przeobrażeniach politycznych w Niemczech, zmieniono nazwę Grupy na Zachodnia Grupa Wojsk.
Wycofywanie wojsk Zachodniej Grupy Wojsk z Niemiec rozpoczęto w 1991, a 31 sierpnia 1994 została ona rozformowana.

## Skład bojowy i dyslokacja (1991)
W latach 80. ugrupowanie Zachodniej Grupy Wojsk składało się z: dowództwa i sztabu Grupy, 6 dowództw armii, 8 dywizji pancernych, 8 dywizji zmechanizowanych, 5 dywizji lotniczych, 6 brygad desantowo-szturmowych, 7 brygad rakiet operacyjno-taktycznych, 5 brygad rakiet operacyjnych SS-21, 9 brygad artylerii, 2 brygad r/technicznych, 2 brygad łączności, 1 brygady pancernej, 3 pułków lotnictwa rozpoznawczego, 11 pułków śmigłowców bojowych, 7 brygad zaopatrzenia.
W 1989, w związku z przyjęciem przez ZSRR doktryny obronnej, 35 Frontowa Brygada Desantowo-Szturmowa, brygady desantowo-szturmowe armii, samodzielne pułki pancerne armii, jednostki przeprawowo-desantowe, jednostki w których były na uzbrojeniu rakiety średniego zasięgu zostały jednostronnie wycofane z terytorium NRD, gdyż były one odzwierciedleniem doktryny zaczepnej. W 1989 wycofano i rozformowano 25 Dywizję Zmechanizowaną dyslokowaną w Vogelsang i 32 Gwardyjską Połtawską Dywizję Pancerną dyslokowaną w Jüterborg. W pierwszej kolejności został wycofany z tej dywizji 288 Gwardyjski Wiślański Pułk Pancerny.
W styczniu 1991 rozpoczęto proces całkowitego wycofania Zachodniej Grupy Wojsk z terytorium Niemiec. 
W tym czasie w skład Grupy wchodziły następujące związki operacyjne:
Północ:
- 2 Gwardyjska Armia Pancerna – Furstenberg,
- 20 Gwardyjska Armia – Eberswalde,

Centrum:
- 3 Armia – Magdeburg,

- 6 Gwardyjska Berlińska Samodzielna Brygada Zmechanizowana – Berlin Karlshorst (z organicznego składu 20 Armii)

Południe:
- 1 Gwardyjska Armia Pancerna – Drezno,

- 8 Armia – Nora.

Poszczególne kierunki zabezpieczała z powietrza 16 Armia Lotnicza w składzie: 72 Korpus Lotnictwa Myśliwskiego (KLM) i 71 Korpus Lotnictwa Myśliwskiego.
Północ:
- 16 Gwardyjska Syberyjska Dywizja Lotnictwa Myśliwskiego (72 KLM) – Damgartem,
- 125 Dywizja Lotnictwa Myśliwsko-Bombowego (71 KLM) – Lärz,

Środek:
- 126 Dywizja Lotnictwa Myśliwskiego (72 KLM) – Zerbst,

Południe:
- 6 Doniecka Dywizja Lotnictwa Myśliwskiego (72 KLM)- Magdeburg,
- 105 Dywizja Lotnictwa Myśliwsko-Bombowego (71 KLM) – Grossenhain,

Siły podporządkowane bezpośrednio pod dowództwo ZGW
- 164 Brygada Rakiet Operacyjno-Taktycznych (BROT) – Drachhausen,
- 175 Jaska BROT – Magdeburg,
- 157 Brygada Rakiet Przeciwlotniczych (BRPlot) – Primewalde
- 133 BRPlot – Jüterbog
- 202 BRPlot – Magdeburg
- 67 BRPlot – Elster
- 163 BRPlot – Lipsk
- 252 BRPlot – Gera
- 34 Dywizja Artylerii – Poczdam
- 286 Gwardyjska Praska Brygada Artylerii Haubic – Poczdam
- 288 Warszawska Ciężka Brygada Artylerii Haubic – Chemnitz
- 303 Gwardyjska Kalenkowicka Brygada Artylerii Armat – Altengrabow
- 307 Brygada Artylerii Rakietowej – Chemnitz
- 122 Brygada Artylerii Przeciwpancernej – Königsbrück
- 118 Bobrujsko-Berlińska Brygada Łączności – Wünsdorf
- 119 Brygada Łączności – Lipsk
- 132 Brygada Łączności – Trebnitz
- 272 samodzielny pułk łączności – Frankfurt n. Odrą
- 40 Brygada Radiotechniczna – Wittstock
- 45 Brygada Radiotechniczna – Merseburg
- 29 Samodzielny pułk walki radioelektronicznej – Schönwalde
- 1 Brygada Inżynieryjno-Saperska – Brandenburg
- 24 pułk mostowo-pontonowy – Wittenberge
- 64 Brygada Transportowa – Kummersdorf Gut bei Jüterbog
- 65 Brygada Transportowa – Finsterwalde
- 24 Gwardyjski Biełgorodzki samodzielny pułk śmigłowców – Oranienburg

12 października 1990 podpisano w Bonn Umowę pomiędzy ZSRR a RFN o warunkach czasowego pobytu i planowego wycofania wojsk radzieckich z terytorium RFN. W chwili rozpoczęcia wycofywania w Zachodniej Grupie Wojsk znajdowało się: 337800 żołnierzy, 208400 pracowników cywilnych i rodzin, 4116 czołgów, 7848 transporterów opancerzonych, 3578 dział i moździerzy, 623 samoloty, 615 śmigłowców, 2602 tys. ton środków uzbrojenia i materiałowo-technicznego zabezpieczenia, w tym 781 tys. ton amunicji i materiałów wybuchowych. Wycofanie prowadziło Ministerstwo Finansów. Na szefa Grupy Wycofania wyznaczony był gen. mjr Foertsch.
Wycofanie ZGW rozpoczęto od 20 Armii. Dywizje tej armii po wycofaniu zostały rozformowane. Koszt wycofania Grupy wynosił 15 mld marek zachodnioniemieckich (bez strat ekologicznych). Ok 7 mld marek było przeznaczone na budownictwo mieszkań dla kadry na terenie Białorusi i Ukrainy. Koszty wycofania pokrył rząd RFN. Dowódca ZGW gen. M. Burłakow przedstawił rządowi RFN rachunek w wysokości 10,5 mld marek za mienie wybudowane w Niemczech. Żądanie to zostało rozliczone na drodze dyplomatycznej i zaliczone w poczet odszkodowań za szkody wyrządzone przez wojska Grupy w środowisku naturalnym na byłym terenie NRD.

## Dowódcy Grupy Wojsk

### Grupa Okupacyjnych Wojsk Radzieckich w Niemczech
- marszałek Gieorgij Żukow 1945-1946
- marszałek Wasilij Sokołowski 1949-1949

### Grupa Wojsk Radzieckich w Niemczech
- generał armii Wasilij Czujkow 1949-1953
- generał armii, później marszałek Andriej Grieczko 1953-1957
- generał armii, później marszałek Matwiej Zacharow 1957-1960
- generał pułkownik Iwan Jakubowski 1960-1961, 1962-1965
- marszałek Iwan Koniew 1961-1962
- generał armii, później marszałek Piotr Koszewoj 1965-1969
- generał pułkownik, od 1970 generał armii Wiktor Kulikow 1969-1971
- generał pułkownik Siemion Kurkotkin 1971-1972
- generał armii Jewgienij Iwanowskij 1972-1980
- generał armii Michaił Zajcew 1980-1985
- generał armii Piotr Łuszew 1985-1986
- generał armii Walerij Bielikow 1986-1987
- generał armii Boris Snietkow 1987-1989

### Zachodnia Grupa Wojsk
- generał armii Borys Snietkow 1989-1990
- generał pułkownik Matwiej Burłakow 1990-1994